# 大森 (印西市)
大森（おおもり）は、千葉県印西市の大字。郵便番号270-1327。

## 地理
北は浅間前、茨城県利根町布川、北東は木下、東は竹袋、南東は別所、南は鹿黒南、草深、南西は鹿黒、西は亀成、北西は発作に隣接している。

## 小字
小字は以下の通り。
- 中峠（なかびょう）
- 高堀（たかぼり）
- 大割（おおわり）
- 小割（こわり）
- 新畑（しんはた）
- 野辺場（のべば）
- 東台（ひがしだい）
- 古新田（こしんでん）
- 西台（にしだい）
- 宮脇（みやわき）
- 蒲ヶ沢（かばがさわ）
- 三高台（さんこうだい）
- 割野（わりの）
- 迎山（むかいやま）
- 鹿黒下（かぐろした）
- 仲田（なかた）
- 迎田（むかいだ）
- 小屋ノ内（こやのうち）
- 坪田（つぼた）
- 種井尻（たにいじり）
- 大山谷津（おおやまやづ）
- 飯島（いいじま）
- 新迎田（しんむかいだ）
- 谷津（やづ）
- 下田（しもだ）
- 鹿黒橋（かぐろはし）
- 長田（ながた）
- 儘田（ままだ）
- 八夜下（はちやした）
- 和田（わだ）
- 角田（つのだ）
- 堂下（どうした）
- 花輪下（はなわした）
- 蓬田（よもぎだ）
- 大畑（おおはた）
- 森内（もりうち）
- 前畑（まえばた）
- 下の辺田（しものへだ）
- 八夜台（やこうだい）
- 二畝割（にせわり）
- 呑内（のみうち）
- 下宿（しもじゅく）
- 原ノ宿（はらのじゅく）
- 上宿（かみじゅく）
- 東ノ下（ひがしのした）
- 池ノ内（いけのうち）
- 池ノ上（いけのうえ）
- 曽谷窪（そやくぼ）
- 狸穴（まみあな）
- 町田（まちだ）
- 池下（いけのした）
- 太田（おおた）
- 馬坂（まさか）
- 天王前（てんのうまえ）
- 後庵（ごわん）
- 宮ノ入（みやのいり）
- 杉ノ内（すぎのうち）
- 小山崎（こやまざき）
- 中の口根方（なかのくちねかた）
- 舟戸（ふなと）
- 西埜原（にしやわら）
- 丸山下（まるやました）
- 東埜原（ひがしやわら）
- 六軒（ろっけん）
- 七畝割（ななせわり）
- 中ノ口（なかのくち）
- 築留（つきどめ）

## 歴史
江戸時代は大森村・大森新田の2村、1874年（明治7年）頃からは大森村である。
大森村（おおもりむら）は下総国印旛郡のうち。印西領に属す。寛文年間（1661年～1673年）から幕府領、1697年（元禄10年）から幕府・旗本西山氏の相給、1701年（元禄14年）から佐倉藩領、1723年（享保8年）から淀藩領。村高は「元禄郷帳」1,069石余、「天保郷帳」「旧高旧領」ともに1,062石余。なお1672年（寛文12年）の検地により、新田582石余が高請されている。当村に、幕府領期に代官の出張陣屋、淀藩領期に飛地支配の陣屋が置かれた。1723年（享保8年）「淀領郷村帳」によれば、小物成として夫銭永2貫139文余・山銭永1貫906文余・百姓林銭永820文余・夏苅銭永744文を上納（田辺家文書）。1873年（明治6年）千葉県に所属。1872年（明治5年）の戸数560・人口1,375。1874年（同7年）頃に大森新田を合併。神社は火皇子神社・鳥見神社、寺院は天台宗長楽寺・星光院（印旛郡誌）。1889年（明治22年）大杜村の大字となる。
大森新田（おおもりしんでん）は下総国印旛郡のうち。印西領に属す。利根川支流亀成川左岸に位置する。もと小金牧のうち印西牧の一部。1670年（寛文10年）惣深新田開発請負主・鰭ケ崎村清重郎らが近隣村との対立を避けて草深野の一部を16か村に分与した。それを切添新田として大森村が開発し1679年（延宝7年）の検地により高請され成立。幕府領。村高は「元禄郷帳」「天保郷帳」「旧高旧領」ともに98石余。1679年（延宝7年）の反別下畑20町8反余・屋敷1反余。1873年（明治6年）千葉県に所属。1874年（同7年）頃本村である大森村の一部となるが、以来「古新田」と通称される。

### 年表
- 1873年（明治6年） - 千葉県に所属。
- 1874年（明治7年）頃 - 大森村と大森新田が合併し大森村が成立。
- 1889年（明治22年）4月1日 - 町村制施行し大森村、鹿黒村、発作村、亀成村が合併し印旛郡大杜村が発足。大杜村大字大森になる。
- 1913年（大正2年）3月1日 - 大杜村が町制施行・改称して大森町となる。大森町大字大森となる。
- 1954年（昭和29年）12月1日 - 木下町・大森町・船穂村と永治村の一部が合併し印西町が発足。印西町大森となる。
- 1996年（平成8年）4月1日 - 印西町が市制施行して印西市となる。印西市大森となる。

## 世帯数と人口
2017年（平成29年）10月31日現在の世帯数と人口は以下の通りである。
| 大字 | 世帯数    | 人口    |
| ---- | --------- | ------- |
| 大森 | 2,207世帯 | 4,636人 |

## 小・中学校の学区
市立小・中学校に通う場合、学区は以下の通りとなる。
| 番地 | 小学校             | 中学校             |
| ---- | ------------------ | ------------------ |
| 全域 | 印西市立大森小学校 | 印西市立印西中学校 |

## 施設
- 印西市役所
- 印西警察署
- 大森図書館
- 印西市立大森小学校
- 印西市立印西中学校
- 印西市立大森幼稚園
- 天神幼稚園
- 大森保育園
- 中央公民館
- 印西市商工会館
- 印西市中央保健センター
- 農林水産省手賀排水機場
- 印西自動車学校
- 印西中央自動車学校
- 印西変電所
- 老人ホームみどり荘
- 老人保健施設シルバーヴィラ大森
- JA西印旛
- 千葉銀行印西支店
- 六軒コミュニティーセンター
- 中の口公民館
- 西埜原会館
- 大森青年館
- 古新田集会所
- 干拓稲荷神社
- 厳嶋神社
- 浅間神社
- 大杉神社
- 大森鳥見神社
- 火皇子神社
- 長楽寺
- 西埜原公園
- 西埜原公園
- おおた幼児公園
- まみあな幼児公園
- 七畝割第1幼児公園
- 七畝割第2幼児公園
- 馬坂幼児公園

## 交通

### 鉄道
地内に鉄道駅はない。木下にある成田線木下駅が利用できる。

### 道路
- 国道
  - 国道356号
- 都道府県道
  - 千葉県道64号千葉臼井印西線